# Tren de Alta Velocidad de Argentina
El tren de alta velocidad en Argentina (TAVe) fue un proyecto adjudicado en 2008, sobre la construcción de una línea de alta velocidad que  uniría las ciudades de Buenos Aires, Rosario y Córdoba, en alrededor de 3 horas y se planearía abrir en 2050. El costo del proyecto, que fue incluido en el presupuesto del año 2008 del gobierno nacional, era de US$ 3.800 millones. Suscitó polémica desde el momento de su anuncio, ya que el tráfico de pasajeros no sería suficiente para cubrir de manera mínima los costos operativos, y el precio del boleto lo pondría en competencia no con los colectivos de larga distancia, sino con el avión. Tras superar las primeras fases de su tramitación y más tarde con el financiamiento disponible, el proyecto fue suspendido de manera indefinida y posteriormente cancelada.

## Historia
El proyecto comenzó a ser evaluado el 26 de abril de 2006 por el entonces presidente argentino Néstor Kirchner.El 29 de abril de 2008, el proyecto del tren de alta velocidad que emplearía tecnología francesa (Alstom), primera empresa europea en la tecnología de alta velocidad. La obra se calculó con un plazo de ejecución de 4 años y un costo aproximado de 1350 millones de dólares (incluyendo la financiación). Asimismo significaría dotar a la Argentina de trenes capaces de alcanzar velocidades máximas de 320 km/h en un recorrido total de 710 km; habría sido el primer sistema de alta velocidad de América Latina.
Existieron varias alternativas para el trazado. Inicialmente se estableció que el ramal siguiera el trayecto del Ferrocarril General Mitre de la existente red ferroviaria argentina en todo su recorrido, pero más tarde se planteó la posibilidad de que de vuelta a la ciudad de Pilar lo haga siguiendo el trayecto del Ferrocarril General Belgrano.
Una tercera posibilidad fue que el tendido de la vía siguiera la Autopista Buenos Aires-Rosario.

## Características

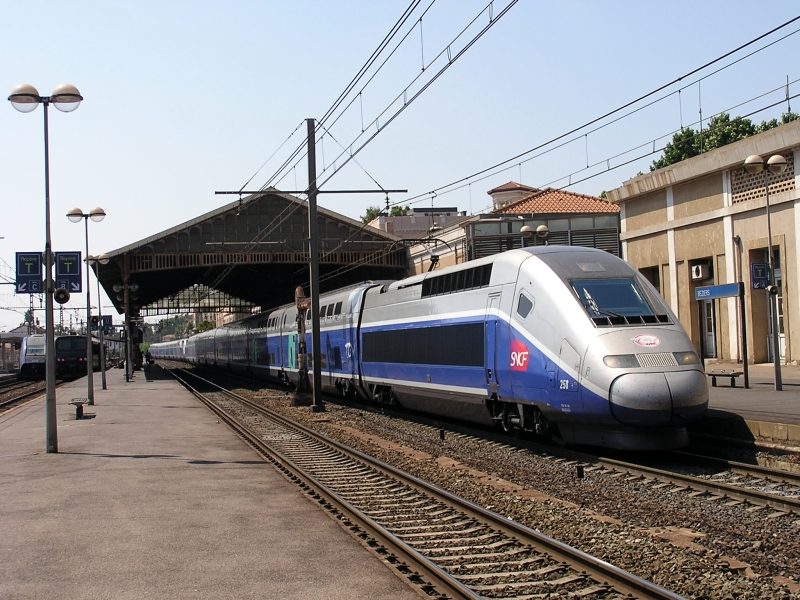
TGV Duplex, similar al COBRA que realizaría el servicio Buenos Aires, Rosario, Córdoba.

El ancho de vías propuesto, es del tipo ancho internacional (1.435 mm) en todo el recorrido, de uso exclusivo para los trenes de alta velocidad. El recorrido general se proyectó partiendo de Buenos Aires hacia Rosario saliendo de ambas ciudades por el trayecto del Ferrocarril Belgrano, pero siguiendo un trazado aún no definido y desde Rosario a Córdoba siguiendo el trayecto del Ferrocarril Mitre.
El trayecto de vía única, contaría con una sección de 55 km de vía doble entre Buenos Aires y Rosario para permitir a los nueve trenes por día, cruzarse en alta velocidad uno con el otro, y todo el trayecto estaría provisto con espacio suficiente para una segunda vía, con vistas a futuras expansiones.
La velocidad máxima se estimó en 320 km/h en los tramos que lo permitieran; no más de 160 km/h en los accesos a Buenos Aires, Rosario y Córdoba. La alimentación eléctrica sería por catenaria, diseñada para 350 km/h de velocidad máxima, en modo 2 × 25 kV.
La modalidad de ingreso y salida de las ciudades principales aún no ha sido definida (soterrado, o a nivel de superficie con pasos a nivel), y la ubicación definitiva de la estación de Rosario.
Según las leyes ferroviarias europeas, si un tren excede los 160 km/h, no puede existir ningún paso a nivel en su recorrido, y esto se tendría que aplicar en este caso también.
Las obras, durarían al menos tres años, el tren de alta velocidad 'Cobra' unirá los 710 kilómetros entre la capital, Buenos Aires, con Rosario y Córdoba en tres horas, cuando actualmente el viaje requiere 14. Alstom pondría en circulación 8 trenes de dos pisos al día con capacidad para 509 pasajeros y que circularán a 320 kilómetros por hora.

## Estaciones principales e intermedias del trayecto
Se esperaba que el tren partiera desde la estación Retiro, uno de los tres principales polos ferroviarios de la ciudad. Los tiempos de viaje se estimaban en 85 minutos entre Buenos Aires (Retiro) y Rosario (Oeste) y 90 minutos entre Rosario (Oeste) y Córdoba (Mitre).
Se proyectó la construcción y/o remodelación nuevas estaciones en Retiro, en San Nicolás de los Arroyos, Rosario Oeste, Marcos Juárez, Bell Ville, Villa María, Córdoba (Mitre), incluyendo instalaciones de mantenimiento en Patio Sorrento (Rosario).

## Oferentes, costos y financiación
A fin de ser precalificadas para la construcción de la obra, cuatro firmas europeas adquirieron los sobres respectivos: la francesa Alstom, la alemana Siemens, la española CAF y la italiana Impregilo.
El costo total de la línea completa entre las tres cabeceras se estima entre 1350 millones de dólares.
En las condiciones precontractuales se establece que el gobierno nacional pagará el monto total, pero la firma a cargo de la construcción financiará el 50%.
Tras una compleja negociación, el titular del Palacio de Hacienda, Martín Lousteau, firmó el 26 de marzo de 2008 la resolución que aprueba la "estructura financiera" de la obra:
El "esqueleto" de la financiación del tren bala quedó conformado de la siguiente manera:
- El préstamo se desembolsaría en cuotas anuales, que estarían en línea con el avance de las obras. Los fondos se ingresarían en una cuenta especial del Banco Nación y de ahí se pagaría a los constructores y proveedores.

- La cesión de los bonos al banco sería en forma gradual para que no fuera considerado como un "pago anticipado" del total de la obra, lo cual está prohibido por las normas locales vigentes.

- Una vez recibidos los bonos, el banco tendría dos posibilidades. Retenerlos hasta llegado el momento de cobrar las cuotas del crédito con la devolución simultánea de los bonos al Estado, o salir a venderlos en el mercado internacional bajo ciertas condiciones. En este caso, los títulos que no fueran devueltos al Estado serían descontados en la cancelación del crédito que se iniciará al finalizar las obras.[16]

### Esquema de trabajo
- El 25 de julio de 2006 tres de las empresas interesadas inicialmente presentaron sus antecedentes (Impregilo no se presentó a pesar de haber comprado el sobre respectivo). Inicialmente las propuestas técnicas podrían ser presentadas hasta el 26 de octubre de 2006 y las propuestas económicas hasta el 21 de noviembre de 2006. Estaba previsto que el contrato se firmara en diciembre de 2006 y las obras comenzaran en el primer trimestre de 2007.

- Problemas con la obtención de la financiación y el escaso tiempo para elaborar la propuesta técnica hicieron que los plazos fueran prorrogados dos veces hasta el 27 de marzo y 30 de abril de 2007 respectivamente.[17]

- El 27 de marzo de 2007 se procedió a la apertura de las ofertas técnicas (sobre número 2). La única empresa que se presentó fue la francesa Alstom. Por su parte, la alemana Siemens presentó una carpeta en la que explicaba la imposibilidad de finalizar una propuesta integral que cumpliera con sus estándares de calidad y responsabilidad. Y CAF alegó tener problemas con la financiación en el plazo estipulado.[18]

- El 27 de abril de 2007 la única empresa que presentó oferta técnica, la francesa Alstom, presentó la oferta económica prevista en el llamado a licitación. El total de la oferta fue de 1320 millones de dólares, justo por debajo del presupuesto contemplado en el llamado a licitación, que era de 1350 millones de dólares. La oferta correspondía a la opción de alta velocidad en toda la extensión (Buenos Aires-Córdoba).

- El 16 de enero de 2008 la presidenta Cristina Fernández firmó el decreto por el cual se adjudicaría al consorcio francés Veloxia las obras de construcción, firmándose el contrato en un plazo de 30 días a partir de la adjudicación. Se esperaba que durante las obras se generaran unos 5000 puestos de trabajo directos y 20.000 indirectos. Se esperaba que las obras finalizaran en un plazo de 24 meses.[19]

- El 29 de abril de 2008 Cristina Kirchner firmó el contrato de adjudicación de las obras del Tren de Alta Velocidad (corredor Buenos Aires-Rosario-Córdoba) a la empresa francesa Alstom.[20][21]

## Proyección, metas y objetivos
Como en otros países actualmente y a lo largo de la historia con acontecimientos innovadores en sistemas de transporte, se esperaba que el proyecto del tren de alta velocidad actuara como un componente esencial en el renacimiento de los ferrocarriles en la Argentina, lo cual tendría un impacto importante en el desarrollo económico de la región.
El tren de alta velocidad tiene otros beneficios menos materiales. Es un símbolo de gran alcance para la nación y para los inversionistas, que ven que el país es serio para la inversión en el futuro en tecnología moderna, lo cual crea un clima favorable para las inversiones.

## Hasta Mar del Plata
Lo último en el TAVe, es la puesta en licitación de un trayecto de alta velocidad a la ciudad de
Mar del Plata sumándole 400 km al ya licitado trayecto Buenos Aires-Rosario-Córdoba, aunque en este caso, el tren saldría desde la Estación Constitución (en el sudeste de la ciudad).
El tren alcanzaría velocidades similares a las del trayecto Buenos Aires-Rosario y uniría a la capital de la nación con la ciudad del mar en tan solo 180 Min teniendo escalas en Chascomús y Dolores. Llamativamente, el proyecto no contemplaba unir la Capital del Estado Confederado (Buenos Aires) con la Capital de la Provincia de Buenos Aires[cita requerida] (La Plata) a pesar de ser este trayecto relativamente "de paso" hacia la ciudad costera, trazándose la proyección a unos 40 km de La Plata (por Brandsen).
Para el trayecto se suministrarían ocho trenes modelo TGV Duplex, fijos (solo se podrán dividir en el taller), formados por dos locomotoras y ocho coches intermedios (200 metros de largo). La capacidad comercial es de 509 pasajeros sentados, en dos clases de servicio, correspondiendo aproximadamente un tercio a primera clase (tres asientos por fila) y los dos tercios restantes a clase turista (cuatro asientos por fila); además de acceso para personas de movilidad reducida.
La configuración interior sería de  ambientes de tipo salón con pasillo central, climatizados, con portaequipajes superiores y maleteros, colgadores de ropa y luces individuales de lectura; butacas reclinables, con apoyacabezas, apoyabrazos, apoyapiés y mesas abatibles (en caso de los asientos en filas); enchufes para cargadores de ordenadores portátiles y teléfonos móviles en primera clase.
Contaría además con elementos complementarios como cafetería, locales de servicio para el personal del tren, zona de equipajes facturados, cabina telefónica y un aseo cada 37 plazas. Serían fabricados en el sur de Francia y su montaje se hará en una planta establecida para tal fin en Los Hornos (La Plata).

## Críticas al proyecto e imputación por coimas
Elisa Carrió se opuso al proyecto y el tramo Buenos Aires-Rosario, el siguiente fuera la llegada a la ciudad de Santa Fe, porque "es vital para la integración de la provincia".La demanda anual inicial de referencia se ha estimado en 4,5 millones de pasajeros entre Buenos Aires y Rosario y en 1 millón de pasajeros entre Rosario y Córdoba, contemplando un 80 por ciento de ocupación por servicio, de promedio.
El entonces intendente de Rosario, Miguel Lifschitz, apoyó la construcción del tren de alta velocidad paralelamente a una recuperación de servicios de carga y pasajeros de velocidades más bajas.A principios del siglo XXI se proyecto una mejora en los servicios de algunas líneas entre ellas la Región Metropolitana de Buenos Aires (RMBA) y la recuperación de servicios de larga distancia de pasajeros, relativamente competitivos frente a otros modos, entre Buenos Aires — Mar del Plata y Buenos Aires — Rosario ya que en dicha zona se encuentran concentrados en la AMBA y en los corredores dd 4.200 kilómetros de vías para trenes de pasajeros que concentran la mitad de todo su uso.
El proyecto fue duramente criticado por la ONG Poder Ciudadano.
En noviembre de 2017 la justicia procesó a los ex secretarios de transporte Ricardo Jaime y Juan Pablo Schiavi por coimas.

## Suspensión del proyecto
El 26 de marzo de 2008 se confirmó la estructura de financiamiento del proyecto y en septiembre de 2008 el mismo estaba incluido en el presupuesto del gobierno nacional. En  el mes de junio de 2010 el jefe de gabinete Aníbal Fernández mediante una conferencia de prensa confirmaría ante el Senado de la Nación que el proyecto se encontraba suspendido, debido a la crisis económica global del año 2008. Sin embargo en agosto de 2010, cuando el riesgo país cayó por debajo de los 800 puntos, volvió disponible el financiamiento según las cláusulas del contrato, tras la quiebra de la compañía Lehman Brothers en Estados Unidos el gobierno decidió suspender el proyecto anticipado una crisis económica internacional.
El grupo adjudicatario de las obras de electrificación integral y provisión de material rodante, Veloxia, que integran Alstom, el grupo español Isolux y las locales IECSA de CMA y EMAPA, había ofrecido financiar 80 % de la obra a 16 años, a 5,2 % anual, a través del banco Societé Générale Corporate and Investment Banking. El ministro de transporte Florencio Randazzo confirmaría la cancelación del proyecto en el año 2012.

## Noticias internacionales sobre el TAVe
- www.worldpolicy.org: Argentina’s High-Speed Trains: Delayed and Derailed (Inglés) (20-04-2012).
- www.redorbit.com: High-Speed Rail Revolution in the Making (Inglés) (16-02-2008).
- www.railway-technology.com: Argentine High-Speed Railway (Inglés) (2011).
- www.wired.com: Argentina Says '¡Si!' to High Speed Rail (Inglés) (17-01-2008).
- www.treehugger.com High-Speed Passenger Rail comes to the Americas (Inglés) (08-02-2008).
- www.eleconomista.es Jefe-de-Alstom-defiende-ventajas-para-Argentina-del-tren-de-alta-velocidad. (2-05-2008).